# Biographisches Lexikon des Kaiserthums Oesterreich

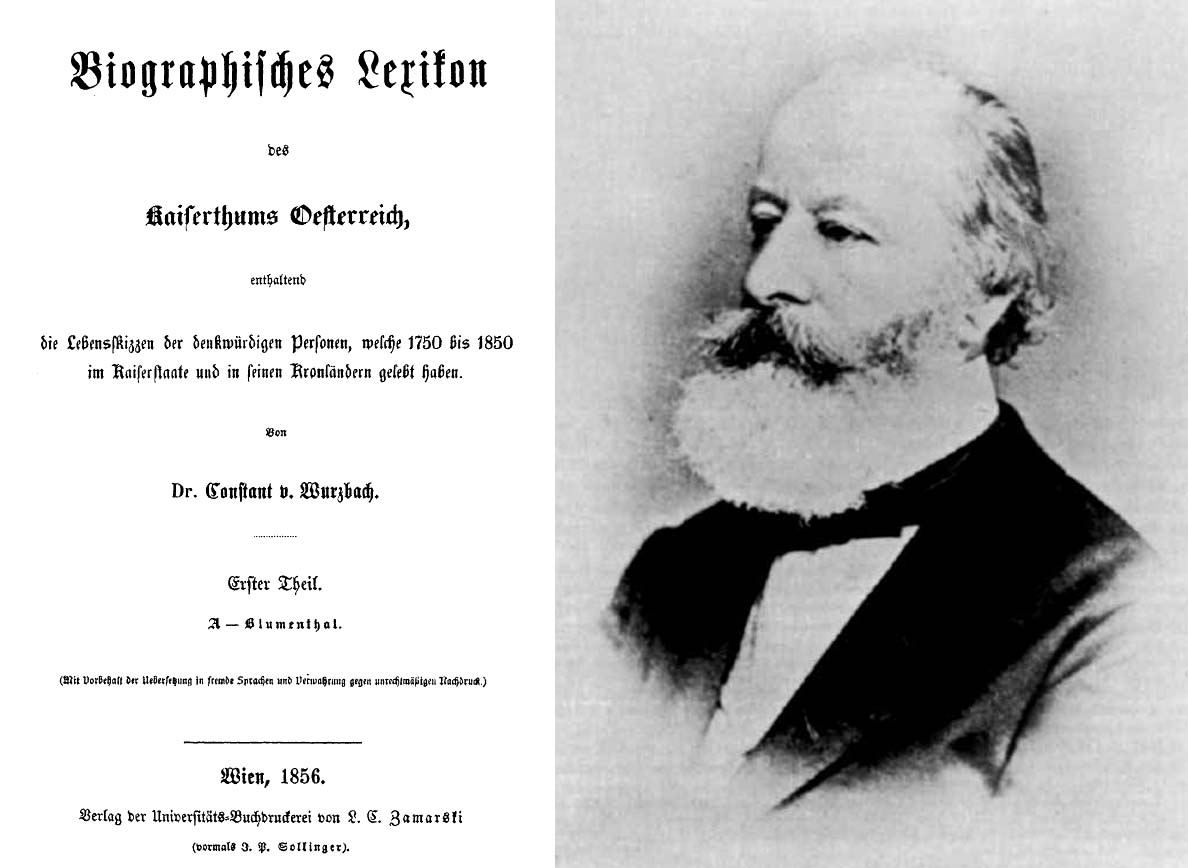
Försättsblad till Biographisches Lexikon des Kaiserthums Österreich.

Biographisches Lexikon des Kaiserthums Oesterreich är ett 60-bandsverk, som publicerades under åren 1856 till 1891 av Constant von Wurzbach.
Detta Constant von Wurzbach-Tannenbergs livsverk innehåller 24 254 biografier över minnesvärda personer, som föddes eller levde och verkade mellan 1750 och 1850 i de österrikiska kronländerna.